# Mahalia Jackson
Mahalia Jackson (ur. 26 października 1911 jako Mahala Jackson w Nowym Orleanie, zm. 27 stycznia 1972 w Evergreen Park) – amerykańska wokalistka śpiewająca gospel. Nazywana królową muzyki gospel.

## Życiorys
Jej dziadkowie urodzili się niewolnikami i spędzili życie, zbierając bawełnę w Luizjanie. Mahalia urodziła się w ubogiej rodzinie w Nowym Orleanie. Jej matka, praczka i służąca, zmarła, gdy Mahalia miała 5 lat. Ojciec był kaznodzieją baptystycznym, ale to dalsza, liczna rodzina ją wychowywała.
Od czwartego roku życia śpiewała w kościele. Wcześnie zaczęła przesiąkać klimatem nowoorleańskiej muzyki, szczególne znaczenie miały: blues, rodzący się jazz,  śpiew Bessie Smith oraz Ma Rainey. W wieku 16 lat wyjechała do Chicago, by zostać tam pielęgniarką, jednak jej losy potoczyły się inaczej: otworzyła salon piękności. Coraz więcej śpiewała solowo w kościołach, na pogrzebach i innych ceremoniach. Znalazła się też w grupie The Johnson Brothers – jednym z wczesnych zawodowych zespołów gospel.
W roku 1937 dokonała pierwszego solowego nagrania. Przez 10 lat współpracowała z muzykiem bluesowym i kompozytorem Thomasem A. Dorseyem. Wkrótce osiągnęła popularność. Singel Move On Up a Little Higher sprzedał się w ponad dwumilionowym nakładzie.
Śpiewała na Newport Jazz Festival w 1958 i dla prezydentów Dwighta D. Eisenhowera oraz Johna F. Kennedy’ego (na inauguracji tego drugiego).
Występowała w wielu salach koncertowych, m.in. nowojorskiej Carnegie Hall, także w Europie, Afryce, Japonii i Indiach.
Nagrywała dla wytwórni Decca, Apollo Records i Columbia Records, współpracowała i przyjaźniła się m.in. z Dukiem Ellingtonem, Louisem Armstrongiem oraz Percym Faithem. W 1997 została wprowadzona do Rock and Roll Hall of Fame.

## Działalność publiczna
Wspierała walkę polityczną mającą na celu zniesienie segregacji rasowej. To właśnie Mahalia Jackson zaśpiewała piosenkę I’ve Been ‘Buked and I Been Scorned do 200-tysięcznego tłumu zgromadzonego w Waszyngtonie przed słynnym przemówieniem Martina Luthera Kinga w 1963 r. Zdaniem niektórych historyków, to właśnie ona wtedy okrzykiem zachęciła go, by opowiedział swój sen.

## Nagrody i wpływ na muzykę
W 1972 uhonorowano ją Nagrodą Grammy za całokształt.
Zrewolucjonizowała muzykę gospel, wprowadzając do niej bluesowe frazowanie i inne elementy z muzyki świeckiej, zwłaszcza jazzu.
Była i jest inspiracją dla wielu śpiewaków, m.in. Little Richarda, Arethy Franklin, Etty James, Jamesa Clevelanda, Van Morrisona.
W 1997 r. przyjęto ją w poczet sław Rock and Roll Hall of Fame and Museum, znalazła się w Hollywood Walk of Fame a rok później jej portret ozdobił znaczek pocztowy USA.
Jej głos zaliczany jest do najbardziej wyjątkowych XX wieku. Śpiewała z pasją i charyzmą – w sposób, który po dziś dzień uznawany jest za symbol i szczytowe osiągnięcie muzyki gospel and spirituals.

### 100-lecie urodzin w Polsce
Z okazji stulecia urodzin Mahalii Jackson polska wokalistka Magda Piskorczyk przygotowała specjalny program koncertowy „W Hołdzie Mahalii Jackson” oraz studyjną płytę CD zatytułowaną „Mahalia”, zawierającą interpretacje 15 utworów z repertuaru królowej muzyki gospel. Premierowy koncert upamiętniający Mahalię Jackson odbył się 26 października 2011 roku w warszawskim Teatrze Palladium, gdzie Magdzie Piskorczyk towarzyszył jej zespół, chór Gospel Band i Wojciech Karolak.

## Utwory
Bardziej znane utwory z repertuaru Mahalii Jackson:
- Come on Children, Let’s Sing
- Joshua Fit the Battle of Jerycho
- You’ll Never Walk Alone
- Elijah Rock
- Down by the Riverside
- His Eye is on the Sparrow
- Amazing Grace
- When The Saints Go Marching In
- Move On Up a Little Higher
- He’s Got the Whole World in His Hands
- How I Got Over
- We Shall Overcome
- There Will Be Peace In the Valley